# Pasqualiti
I pasqualiti, o conventuali riformati, furono i frati minori francescani del ramo riformato da Giovanni Pasqual.

## Storia
Furono fondati da Giovanni Pasqual: abbracciò la vita religiosa tra i frati minori osservanti del convento di Monte Cœli del Hoyo, a Gata, e poi si unì ai francescani della più stretta osservanza di Giovanni di Guadalupe, con il quale collaborò nella realizzazione delle custodie del Santo Vangelo e di Santa Maria della Luce.
Era presente al capitolo generalissimo di tutte le famiglie e congregazioni francescane del 1517, dove papa Leone X ordinò ai guadalupesi, ai clareni, agli amadeiti e ai colettani di unirsi agli osservanti.
Giovanni Pasqual ottenne di poter continuare la sua vita di più stretta austerità sotto l'obbedienza del ministro generale dei frati minori conventuali e diede inizio alla nuova congregazione; Antonio Marcello, ministro generale dei conventuali, nominò Giovanni commissario generale e gli diede la facoltà di ammettere alla sua congregazione sia nuovi candidati che frati guadalupesi già avviati alla vita di austerità.
I pasqualiti furono approvati da papa Leone X sub plumbea bulla e poi da papa Paolo III con la bolla Singularis devotionis del 6 ottobre 1540, nella quale i frati vengono chiamati "conventuali riformati", titolo che era stato dei guadalupesi.
Il primo convento pasqualita fu quello sull'isoletta di San Simone della Redondela, al quale seguirono quelli di San Francesco a Baiona, Sant'Antonio a Vigo e Sant'Isidoro a Loriana: queste comunità furono riunite in una custodia (inizialmente detta inizialmente dei Santi Simone e Giuda e poi, dal 1558, di San Giuseppe) elevata a provincia nel 1561.
Pietro d'Alcántara, che era stato guadalupese, succedette al fondatore come commissario generale dei conventuali riformati di Spagna.
Minacciati di soppressione, nel capitolo di Bobadilla del 12 aprile 1562 i pasqualiti chiesero di passare sotto l'obbedienza dei frati minori osservanti e papa Pio IV, con la bolla In suprema militantis Ecclesiae del 25 gennaio 1563, approvò le decisioni del capitolo.